# Rudolf von Rex
Rudolf Franz Kurt von Rex (* 7. Januar 1817 in Paderborn; † 7. Februar 1892 in Wiesbaden) war ein preußischer Generalleutnant.

## Leben

### Herkunft
Er war der Sohn eines späteren preußischen Generalmajors Karl August Wilhelm von Rex (1774–1834) und dessen Ehefrau Marianne Auguste, geborene von Heßler (1793–1869). Der Generalmajor Hermann von Rex (1820–1886) war sein jüngerer Bruder.

### Militärkarriere
Rex besuchte die Kadettenanstalten in Potsdam und Berlin. Anschließend wurde er am 14. August 1834 als Sekondeleutnant dem 15. Infanterie-Regiment der Preußischen Armee überwiesen. Am 12. August 1848 avancierte er zum Premierleutnant und nahm während des Feldzuges gegen Dänemark an den Gefechten bei Donsmühle, Vejle und Aarhus teil. Für sein tapferes Verhalten belobigte ihn König Friedrich Wilhelm IV. am 31. Juli 1849. In den folgenden Jahren hatte Rex verschiedene Verwendungen bei der Landwehr. Als Hauptmann fungierte er vom 23. Februar 1853 bis zum 13. Juni 1859 als Kompaniechef im 15. Infanterie-Regiment. Unter Beförderung zum Major war Rex anschließend anlässlich des Sardinischen Krieges als Kommandeur des mobilen III. Bataillons des 15. Landwehr-Regiments in Bielefeld kommandiert. Nach Beendigung der Mobilmachung beauftragte man ihn mit der weiteren Führung des Bataillons. Am 1. Juli 1860 folgte seine Versetzung in das neu formierte 6. Westfälische Infanterie-Regiment (Nr. 55) und am 18. August 1860 die Ernennung zum Kommandeur des Füsilier-Bataillons. In dieser Eigenschaft nahm Rex 1864 am Krieg gegen Dänemark teil. Er machte die Belagerung der Düppeler Schanzen mit und erhielt für das Gefecht bei Rackebüll den Roten Adlerorden IV. Klasse mit Schwertern. Die Verbündeten Österreicher würdigten Rex für sein Wirken bei der Eroberung von Alsen durch die Verleihung des Ordens der Eisernen Krone II. Klasse mit Kriegsdekoration.
Nach dem Waffenstillstand avancierte Rex zum Oberstleutnant. Während des Deutschen Krieges führte er 1866 sein Bataillon im Mainfeldzug in den Kämpfen bei Wiesenthal und Zella, Lausenbach, Aschaffenburg und Tauberbischofsheim. Für seine Leistungen erhielt Rex den Kronenorden III. Klasse mit Schwertern. Am 15. Juli 1866 wurde er nach Trier versetzt, zum Kommandeur des 3. Rheinischen Infanterie-Regiments Nr. 29 ernannt und in dieser Stellung am 20. September 1866 zum Oberst befördert.
Mit dem Beginn des Krieges gegen Frankreich wurde Rex zum Kommandeur der 32. Infanterie-Brigade ernannt. Er führte diesen Großverband in der Schlacht bei Spichern und dabei durch einen Granatsplitter im linken Oberarm verwundet. Rex verblieb bei seinen Truppen und nahm an den Kämpfen bei Vionville sowie Gravelotte teil. Während der Belagerung von Metz erkrankte er und konnte daher am weiteren Kriegsverlauf nicht mehr teilnehmen. Ausgezeichnet mit beiden Klassen des Eisernen Kreuzes wurde Rex am Tag der Kaiserproklamation in Versailles zum Generalmajor befördert. Aufgrund neuer Erkrankungen reichte er seinen Abschied ein und wurde am 15. Oktober 1874 unter Verleihung des Charakters als Generalleutnant mit der gesetzlichen Pension zur Disposition gestellt.

### Familie
Rex hatte sich am 9. Mai 1857 in Bielefeld mit Klara von Briesen (1835–1920) verheiratet. Aus der Ehe gingen mehrere Kinder hervor:
- Elise Karoline Hermine Marianne Ida Agnes (* 1858) ⚭ 1877 Otto Edler von der Planitz (1839–1919), Präsident der sächsischen Oberrechnungskammer
- Martha (1859–1861)
- Anna Olga Hermine Adolfine (* 1862) ⚭ 1885 Emmo von Dewitz  (1858–1946), preußischer Generalleutnant
- Agnes Dorothea Reinholdine (* 1863) ⚭ 1888 Wilhelm Freiherr von Waldenfels
- Hermann Reinhold (1865–1895)
- Rudolf (1867–1867)
- Viktoria Hermine Klara Elise (* 1870)